# Nordfjordbotn
Nordfjordbotn est une localité du comté de Troms, en Norvège.

## Géographie
Administrativement, Nordfjordbotn fait partie de la kommune de Balsfjord.